# Sidłowo
Sidłowo (niem. Zietlow) – wieś w Polsce położona w województwie zachodniopomorskim, w powiecie świdwińskim, w gminie Sławoborze.
W miejscowości działało Państwowe Gospodarstwo Rolne Sidłowo. 1,5 km. na północny wschód od wsi, nad rzeką Pokrzywnicą głaz narzutowy w kształcie serca, obwód 11 m., wysokość 1,8 m.